# Place Michel-Petrucciani
La place Michel-Petrucciani est une petite place située dans le quartier de Clignancourt dans le nord du 18e arrondissement de Paris.

## Situation et accès
Elle est située à l'angle formé par les rues Duhesme et Sainte-Isaure, juste au sud du croisement entre ces deux rues et la rue Versigny.

## Origine du nom

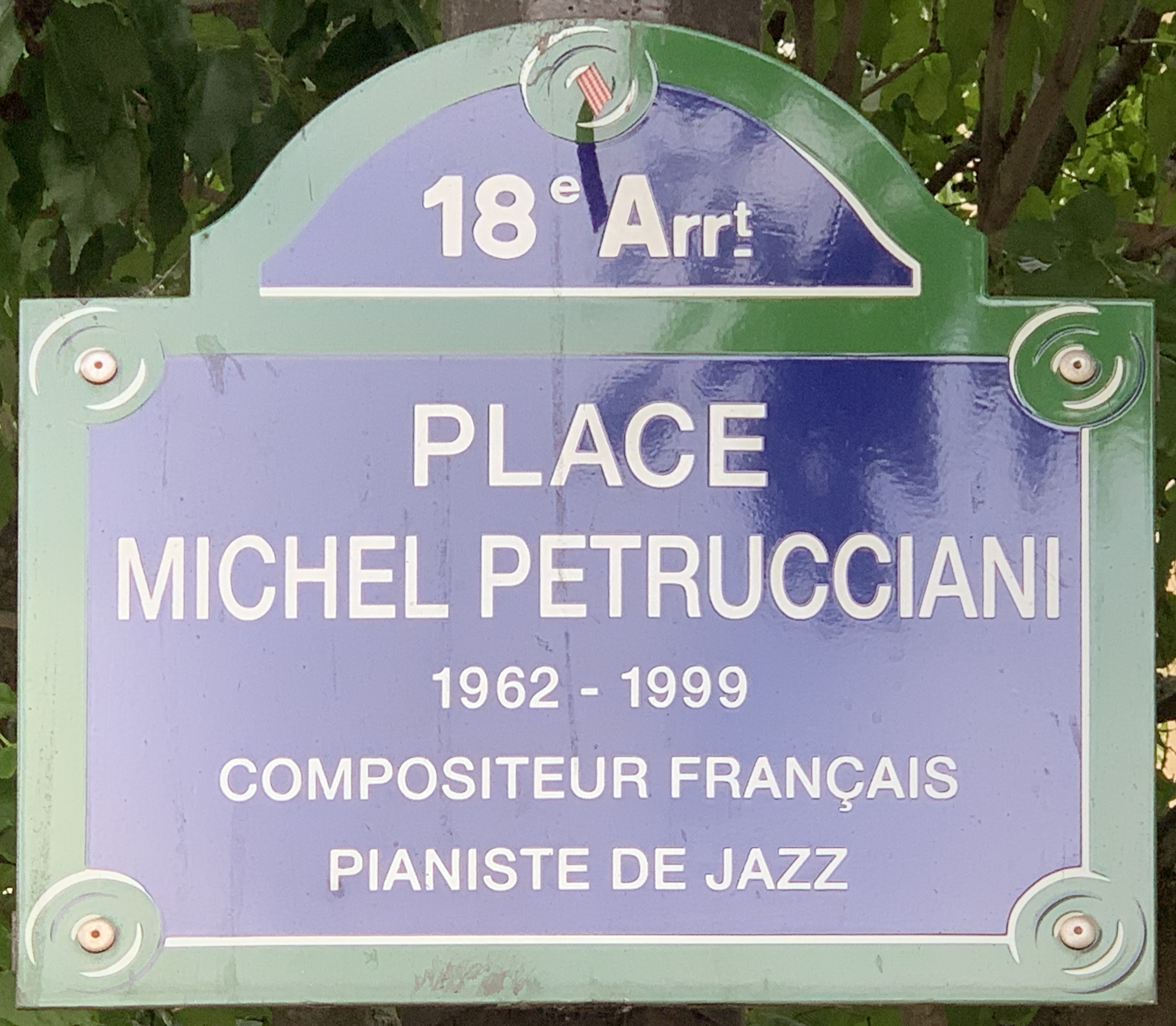
Plaque de la place.

Elle porte le nom du compositeur et pianiste de jazz français Michel Petrucciani (1962-1999). Une mosaïque au sol, au centre de cette petite place représente un piano.

## Historique
La place est créée et prend sa dénomination actuelle en 2002 sur l'emprise des voies qui la bordent. 

## Bâtiments remarquables et lieux de mémoire
Aucun bâtiment n'est numéroté sur cette place. L'unique bâtiment donnant sur la place, l'immeuble faisant l'angle entre les rues Duhesme et Sainte-Isaure a son entrée au n°25 de la rue Sainte-Isaure. Il est occupé à son rez-de-chaussée par une pharmacie dont l'entrée ouvre sur la place mais qui n'est pas numérotée. 